# Cyrtodactylus
Genre
Synonymes
- Gonydactylus Kuhl & Hasselt, 1822
- Geckoella Gray, 1867

Cyrtodactylus est un genre de geckos de la famille des Gekkonidae.

## Répartition
Les plus de 380 espèces de ce genre se rencontrent dans le sud de l'Asie et dans l'ouest de l'Océanie.

## Description
Ce sont des geckos nocturnes et terrestres.

## Étymologie
Cyrtodactylus signifie "doigt courbé", du grec ancien Cyrto- "κυρτός" (kurtós) voulant dire "courbé, convexe" et -dactylus "δάκτυλος" (daktylos) voulant dire "doigt".

## Liste des espèces
Selon The Reptile Database (24 janvier 2025) :
- Cyrtodactylus aaronbaueri Purkayastha et al., 2021[3]
- Cyrtodactylus aaroni Günther & Rösler, 2003
- Cyrtodactylus adleri Das, 1997
- Cyrtodactylus adorus Shea et al., 2011
- Cyrtodactylus aequalis Bauer, 2003
- Cyrtodactylus agamensis (Bleeker, 1860)
- Cyrtodactylus agarwali Purkayastha et al., 2021[3]
- Cyrtodactylus agusanensis (Taylor, 1915)
- Cyrtodactylus albofasciatus (Boulenger, 1885)
- Cyrtodactylus amphipetraeus Chomdej et al., 2020[4]
- Cyrtodactylus angularis (Smith, 1921)
- Cyrtodactylus annandalei Bauer, 2003
- Cyrtodactylus annulatus (Taylor, 1915)
- Cyrtodactylus aravindi Narayanan et al., 2022[5]
- Cyrtodactylus arcanus Oliver et al., 2012
- Cyrtodactylus arndti Ngo et al., 2023[6]
- Cyrtodactylus arunachalensis Mirza et al., 2021[7]
- Cyrtodactylus astrum Grismer et al., 2012
- Cyrtodactylus atremus Kraus & Weijola, 2019[8]
- Cyrtodactylus aunglini Grismer et al., 2018[9]
- Cyrtodactylus auralensis Murdoch et al., 2019[10]
- Cyrtodactylus aurensis Grismer, 2005
- Cyrtodactylus auribalteatus Sumontha et al., 2010
- Cyrtodactylus australotitiwangsaensis Grismer et al., 2012
- Cyrtodactylus awalriyantoi Ahda et al., 2023[11]
- Cyrtodactylus ayeyarwadyensis Bauer, 2003
- Cyrtodactylus badenensis Sang et al., 2007
- Cyrtodactylus baluensis (Mocquard, 1890)
- Cyrtodactylus bansocensis Luu et al., 2016[12]
- Cyrtodactylus bapme Kamei & Mahony, 2021[13]
- Cyrtodactylus barailensis Boruah et al. in Boruah et al., 2024[14]
- Cyrtodactylus batik Iskandar et al., 2011[15]
- Cyrtodactylus battalensis Khan, 1993
- Cyrtodactylus batucolus Grismer et al., 2008
- Cyrtodactylus bayinnyiensis Grismer et al., 2018[16]
- Cyrtodactylus belanegara Riyanto et al., 2024[17]
- Cyrtodactylus bengkhuaiai Purkayastha et al., 2021[3]
- Cyrtodactylus bhupathyi Agarwal et al., 2018[18]
- Cyrtodactylus bichnganae Ngo Van Tri & Grismer, 2010
- Cyrtodactylus bidoupimontis Nazarov et al., 2012
- Cyrtodactylus binhdinhensis Ngo et al., 2024[19]
- Cyrtodactylus bintangrendah Grismer et al., 2012
- Cyrtodactylus bintangtinggi Grismer et al., 2012
- Cyrtodactylus biordinis Brown & McCoy, 1980
- Cyrtodactylus bobrovi Nguyen et al., 2015
- Cyrtodactylus bokorensis Murdoch et al., 2019[10]
- Cyrtodactylus boreoclivus Oliver et al., 2011
- Cyrtodactylus borgattaorum Tran et al., 2024[20]
- Cyrtodactylus brevidactylus Bauer, 2002
- Cyrtodactylus brevipalmatus (Smith, 1923)
- Cyrtodactylus buchardi David et al., 2004
- Cyrtodactylus bugiamapensis Nazarov et al., 2012
- Cyrtodactylus caixitaoi Liu et al., 2023[21]
- Cyrtodactylus calamei Luu et al., 2016[22]
- Cyrtodactylus camortensis Chandramouli, 2020[23]
- Cyrtodactylus caovansungi Orlov et al., 2007
- Cyrtodactylus capreoloides Rösler et al., 2007
- Cyrtodactylus cardamomensis Murdoch et al., 2019[10]
- Cyrtodactylus cattienensis Geissler et al., 2009
- Cyrtodactylus cavernicolus Inger & King, 1961
- Cyrtodactylus cayuensis Li, 2007
- Cyrtodactylus celatus Kathriner et al., 2014
- Cyrtodactylus chamba Agarwal et al., 2018[24]
- Cyrtodactylus chanhomeae Bauer et al., 2003
- Cyrtodactylus chaunghanakwaensis Grismer et al., 2018[16]
- Cyrtodactylus chauquangensis Quang et al., 2007
- Cyrtodactylus chengodumalaensis Agarwal et al., 2023[25]
- Cyrtodactylus chrysopylos Bauer, 2003
- Cyrtodactylus chumuensis Ngo et al., 2023[6]
- Cyrtodactylus chungi Ostrowski et al., 2021[26]
- Cyrtodactylus collegalensis (Beddome, 1870)
- Cyrtodactylus condorensis (Smith, 1921)
- Cyrtodactylus consobrinoides (Annandale, 1905)
- Cyrtodactylus consobrinus (Peters, 1871)
- Cyrtodactylus cracens Batuwita & Bahir, 2005
- Cyrtodactylus crustulus Oliver et al., 2020[27]
- Cyrtodactylus cryptus Heidrich et al., 2007
- Cyrtodactylus cucdongensis Schneider et al., 2014
- Cyrtodactylus cucphuongensis Ngo & Onn, 2011
- Cyrtodactylus culaochamensis Tri et al., 2020[28]
- Cyrtodactylus dammathetensis Grismer et al., 2017[29]
- Cyrtodactylus darevskii Nazarov et al., 2014
- Cyrtodactylus darmandvillei (Weber, 1890)
- Cyrtodactylus dati Ngo Van Tri, 2013
- Cyrtodactylus dattanensis (Khan, 1980)
- Cyrtodactylus dattkyaikensis Grismer et al., 2020[30]
- Cyrtodactylus dayangbuntingensis Quah et al., 2019[31]
- Cyrtodactylus deccanensis (Günther, 1864)
- Cyrtodactylus denticulatus Chomdej et al., 2023[32]
- Cyrtodactylus derongo Brown & Parker, 1973
- Cyrtodactylus deveti (Brongersma, 1948)
- Cyrtodactylus dianxiensis Liu & Rao, 2021[33]
- Cyrtodactylus disjunctus Grismer et al., 2023[34]
- Cyrtodactylus doisuthep Kunya et al., 2014
- Cyrtodactylus dumnuii Bauer et al., 2010
- Cyrtodactylus durio Grismer et al., 2010
- Cyrtodactylus edwardtaylori Batuwita & Bahir, 2005
- Cyrtodactylus eisenmanae Ngo Van Tri, 2008
- Cyrtodactylus elok Dring, 1979
- Cyrtodactylus epiroticus Kraus, 2008
- Cyrtodactylus equestris Oliver et al., 2016[35]
- Cyrtodactylus erythrops Bauer et al., 2009
- Cyrtodactylus evanquahi Wood et al., 2020[36]
- Cyrtodactylus exercitus Purkayastha et al., 2022[37]
- Cyrtodactylus fasciolatum (Blyth, 1861)
- Cyrtodactylus feae (Boulenger, 1893)
- Cyrtodactylus fluvicavus Grismer et al., 2022[38]
- Cyrtodactylus fraenatus (Günther, 1864)
- Cyrtodactylus fumosus (Müller, 1895)
- Cyrtodactylus gansi Bauer, 2003
- Cyrtodactylus gialaiensis Luu et al., 2017[39]
- Cyrtodactylus gonjong Nugraha et al., 2023[40]
- Cyrtodactylus gordongekkoi (Das, 1994)
- Cyrtodactylus grismeri Ngo Van Tri, 2008
- Cyrtodactylus guakanthanensis Grismer et al., 2014
- Cyrtodactylus gubaot Welton et al., 2010
- Cyrtodactylus gubernatoris (Annandale, 1913)
- Cyrtodactylus gulinqingensis Liu et al., 2021[41]
- Cyrtodactylus gunungsenyumensis Grismer et al., 2016[42]
- Cyrtodactylus guwahatiensis Agarwal et al., 2018[43]
- Cyrtodactylus halmahericus (Mertens, 1929)
- Cyrtodactylus hamidyi Riyanto et al., 2021[44]
- Cyrtodactylus hangvaensis Duong et al., 2024[45]
- Cyrtodactylus hantu Davis et al., 2021[46]
- Cyrtodactylus hekouensis Zhang et al., 2021[47]
- Cyrtodactylus hidupselamanya Grismer et al., 2016[48]
- Cyrtodactylus hikidai Riyanto, 2012
- Cyrtodactylus himalayanus Duda & Sahi, 1978
- Cyrtodactylus himalayicus (Annandale, 1906)
- Cyrtodactylus hinnamnoensis Luu et al., 2016[22]
- Cyrtodactylus hitchi Riyanto et al., 2016[49]
- Cyrtodactylus hontreensis Ngo Van Tri et al., 2008
- Cyrtodactylus hoskini Shea et al., 2011
- Cyrtodactylus houaphanensis Schneider et al., 2020[50]
- Cyrtodactylus huongsonensis Luu et al., 2011
- Cyrtodactylus hutan Davis et al., 2023[51]
- Cyrtodactylus hutchinsoni Oliver et al., 2022[52]
- Cyrtodactylus huynhi Ngo & Bauer, 2008
- Cyrtodactylus ingeri Hikida, 1990
- Cyrtodactylus interdigitalis Ulber, 1993
- Cyrtodactylus intermedius (Smith, 1917)
- Cyrtodactylus inthanon Kunya et al., 2015
- Cyrtodactylus irianjayaensis Rösler, 2001
- Cyrtodactylus irregularis (Smith, 1921)
- Cyrtodactylus irulaorum Agarwal et al., 2023[53]
- Cyrtodactylus jaegeri Luu et al., 2014
- Cyrtodactylus jaintiaensis Agarwal et al., 2018[43]
- Cyrtodactylus jambangan Welton et al., 2010
- Cyrtodactylus jarakensis Grismer et al., 2008
- Cyrtodactylus jarujini Ulber, 1993
- Cyrtodactylus jatnai Amarasinghe et al., 2020[54]
- Cyrtodactylus jelawangensis Grismer et al., 2014
- Cyrtodactylus jellesmae (Boulenger, 1897)
- Cyrtodactylus jeyporensis (Beddome, 1878)
- Cyrtodactylus kamengensis Mirza et al., 2022[55]
- Cyrtodactylus kanchanadit Termprayoon et al., 2024[56]
- Cyrtodactylus kapitensis Davis et al., 2023[51]
- Cyrtodactylus karsticolus Purkayastha et al., 2021[3]
- Cyrtodactylus kazirangaensis Agarwal et al., 2018[43]
- Cyrtodactylus khammouanensis Nazarov et al., 2014
- Cyrtodactylus khasiensis (Jerdon, 1870)
- Cyrtodactylus khelangensis Pauwels et al., 2014
- Cyrtodactylus khlonghatensis Ampai et al., 2024[57]
- Cyrtodactylus kimberleyensis Bauer & Doughty, 2012
- Cyrtodactylus kingsadai Ziegler et al., 2013
- Cyrtodactylus kiphire Boruah et al. in Boruah et al., 2024[14]
- Cyrtodactylus klugei Kraus, 2008
- Cyrtodactylus kochangensis Grismer et al., 2022[38]
- Cyrtodactylus kohrongensis Grismer et al., 2020[58]
- Cyrtodactylus kulenensis Grismer et al., 2021[59]
- Cyrtodactylus kunyai Pauwels et al., 2014
- Cyrtodactylus laangensis Murdoch et al., 2019[10]
- Cyrtodactylus laevigatus Darevsky, 1964
- Cyrtodactylus laevis Ma et al., 2024[60]
- Cyrtodactylus langkawiensis Grismer et al., 2012
- Cyrtodactylus lateralis (Werner, 1896)
- Cyrtodactylus lawderanus (Stoliczka, 1871)
- Cyrtodactylus leegrismeri Chan & Norhayati, 2010
- Cyrtodactylus lekaguli Grismer et al., 2012
- Cyrtodactylus lenggongensis Grismer et al., 2016[48]
- Cyrtodactylus lenya Mulcahy et al., 2017[61]
- Cyrtodactylus limajalur Davis et al., 2019[62]
- Cyrtodactylus linnoensis Grismer et al., 2017[29]
- Cyrtodactylus linnwayensis Grismer et al., 2017[29]
- Cyrtodactylus lomyenensis Ngo Van Tri & Pauwels, 2010
- Cyrtodactylus loriae (Boulenger, 1897)
- Cyrtodactylus louisiadensis (De Vis, 1892)
- Cyrtodactylus luci Tran et al., 2024[63]
- Cyrtodactylus lungleiensis Lalremsanga et al., 2022[64]
- Cyrtodactylus macrotuberculatus Grismer & Ahmad, 2008
- Cyrtodactylus maelanoi Grismer et al., 2020[65]
- Cyrtodactylus majulah Grismer et al., 2012
- Cyrtodactylus malayanus (De Rooij, 1915)
- Cyrtodactylus mamanwa Welton et al., 2010
- Cyrtodactylus mamberamo Oliver et al., 2023[66]
- Cyrtodactylus mandalayensis Mahony, 2009
- Cyrtodactylus manipurensis Boruah et al. in Boruah et al., 2024[14]
- Cyrtodactylus manos Oliver et al., 2019[67]
- Cyrtodactylus markuscombaii (Darevsky et al., 1998)
- Cyrtodactylus marmoratus Gray, 1831
- Cyrtodactylus martini Ngo Van Tri, 2011
- Cyrtodactylus martinstolli (Darevsky et al., 1998)
- Cyrtodactylus matsuii Hikida, 1990
- Cyrtodactylus mcdonaldi Shea et al., 2011
- Cyrtodactylus medioclivus Oliver et al., 2012
- Cyrtodactylus meersi Grismer et al., 2018[68]
- Cyrtodactylus meesookae Sumontha et al., 2024[69]
- Cyrtodactylus menglianensis Liu & Rao, 2022[70]
- Cyrtodactylus metropolis Grismer et al., 2014
- Cyrtodactylus mimikanus (Boulenger, 1914)
- Cyrtodactylus minor Oliver & Richards, 2012
- Cyrtodactylus miriensis Davis et al., 2021[46]
- Cyrtodactylus mombergi Grismer et al., 2019[71]
- Cyrtodactylus monilatus Yodthong et al., 2022[72]
- Cyrtodactylus montanus Agarwal et al., 2018[43]
- Cyrtodactylus muangfuangensis Sitthivong et al., 2019[73]
- Cyrtodactylus multiporus Nazarov et al., 2014
- Cyrtodactylus muluensis Davis et al., 2019[62]
- Cyrtodactylus murua Kraus & Allison, 2006
- Cyrtodactylus myaleiktaung Grismer et al., 2018[9]
- Cyrtodactylus myintkyawthurai Grismer et al., 2018[68]
- Cyrtodactylus nagalandensis Agarwal et al., 2018[43]
- Cyrtodactylus namdaphaensis Boruah et al. in Boruah et al., 2024[14]
- Cyrtodactylus namtiram Mahony & Kamei, 2022[74]
- Cyrtodactylus naungkayaingensis Grismer et al., 2018[16]
- Cyrtodactylus nebulosus (Beddome, 1870)
- Cyrtodactylus nepalensis (Schleich & Kästle, 1998)
- Cyrtodactylus ngati Le et al., 2021[75]
- Cyrtodactylus ngengpuiensis Boruah et al. in Boruah et al., 2024[76]
- Cyrtodactylus ngoiensis Schneider et al., 2020[50]
- Cyrtodactylus ngopensis Bohra et al., 2022[77]
- Cyrtodactylus nicobaricus Chandramouli, 2020[23]
- Cyrtodactylus nigriocularis Sang et al., 2006
- Cyrtodactylus novaeguineae (Schlegel, 1837)
- Cyrtodactylus nuaulu Oliver et al., 2009
- Cyrtodactylus nyinyikyawi Grismer et al., 2019[78]
- Cyrtodactylus oldhami (Theobald, 1876)
- Cyrtodactylus orlovi Do et al., 2021[79]
- Cyrtodactylus otai Nguyen et al., 2015
- Cyrtodactylus pageli Schneider et al., 2011
- Cyrtodactylus panitvongi Pauwels et al., 2024[80]
- Cyrtodactylus pantiensis Grismer et al., 2008
- Cyrtodactylus papeda Riyanto et al., 2022[81]
- Cyrtodactylus papilionoides Ulber & Grossmann, 1991
- Cyrtodactylus papuensis Brongersma, 1934
- Cyrtodactylus paradoxus (Darevsky & Szczerbak, 1997)
- Cyrtodactylus payacola Johnson et al., 2012
- Cyrtodactylus payarhtanensis Mulcahy et al., 2017[61]
- Cyrtodactylus peguensis (Boulenger, 1893)
- Cyrtodactylus petani Riyanto et al., 2015[82]
- Cyrtodactylus phamiensis Grismer et al., 2024[83]
- Cyrtodactylus pharbaungensis Grismer et al., 2017[29]
- Cyrtodactylus phetchaburiensis Pauwels et al., 2016
- Cyrtodactylus philippinicus (Steindachner, 1867)
- Cyrtodactylus phnomchiensis Neang et al., 2020[84]
- Cyrtodactylus phongnhakebangensis Ziegler et al., 2003
- Cyrtodactylus phukhaensis Chomdej et al., 2022[85]
- Cyrtodactylus phumyensis Ostrowski et al., 2020[86]
- Cyrtodactylus phuocbinhensis Nguyen et al., 2013
- Cyrtodactylus phuquocensis Ngo Van Tri et al., 2010
- Cyrtodactylus pinlaungensis Grismer et al., 2019[87]
- Cyrtodactylus pronarus Shea et al., 2011
- Cyrtodactylus psarops Harvey et al., 2015
- Cyrtodactylus pseudoquadrivirgatus Rösler et al., 2008
- Cyrtodactylus pubisulcus Inger, 1958
- Cyrtodactylus puhuensis Nguyen et al., 2014
- Cyrtodactylus pulchellus Gray, 1827
- Cyrtodactylus pyadalinensis Grismer et al., 2019[78]
- Cyrtodactylus pyinyaungensis Grismer et al., 2017[29]
- Cyrtodactylus quadrivirgatus Taylor, 1962
- Cyrtodactylus raglai Nguyen et al., 2021[88]
- Cyrtodactylus ranongensis Sumontha et al., 2015
- Cyrtodactylus redimiculus King, 1962
- Cyrtodactylus regicavernicolus Chhin et al., 2024[89]
- Cyrtodactylus relictus Agarwal et al., 2023[53]
- Cyrtodactylus rex Oliver et al., 2016[35]
- Cyrtodactylus rishivalleyensis Agarwal, 2016[90]
- Cyrtodactylus rivularis Grismer et al., 2022[38]
- Cyrtodactylus robustus Kraus, 2008
- Cyrtodactylus roesleri Ziegler et al., 2010
- Cyrtodactylus rosichonarieforum Riyanto et al., 2015
- Cyrtodactylus rubidus (Blyth, 1861)
- Cyrtodactylus rufford Luu et al., 2016[91]
- Cyrtodactylus rukhadeva Grismer et al., 2021[92]
- Cyrtodactylus russelli Bauer, 2003
- Cyrtodactylus sadanensis Grismer et al., 2017[29]
- Cyrtodactylus sadansinensis Grismer et al., 2017[29]
- Cyrtodactylus sadleiri (Wells & Wellington, 1985)
- Cyrtodactylus saiyok Panitvong et al., 2014
- Cyrtodactylus salomonensis Rösler et al., 2007
- Cyrtodactylus samroiyot Pauwels & Sumontha, 2014
- Cyrtodactylus sangi Pauwels et al., 2018[93]
- Cyrtodactylus sanook Pauwels et al., 2013
- Cyrtodactylus sanpelensis Grismer et al., 2017[29]
- Cyrtodactylus santana Chan et al., 2023[94]
- Cyrtodactylus semenanjungensis Grismer & Leong, 2005
- Cyrtodactylus semiadii Riyanto et al., 2014
- Cyrtodactylus semicinctus Harvey et al., 2015
- Cyrtodactylus septentrionalis Agarwal et al., 2018[43]
- Cyrtodactylus septimontium Murdoch et al., 2019[10]
- Cyrtodactylus seribuatensis Youmans & Grismer, 2006
- Cyrtodactylus sermowaiensis (De Rooij, 1915)
- Cyrtodactylus serratus Kraus, 2007
- Cyrtodactylus sharkari Grismer et al., 2014
- Cyrtodactylus shwetaungorum Grismer et al., 2017[29]
- Cyrtodactylus siahaensis Purkayastha et al., 2022[37]
- Cyrtodactylus siangensis Boruah et al. in Boruah et al., 2024[95]
- Cyrtodactylus sinyineensis Grismer et al., 2017[29]
- Cyrtodactylus slowinskii Bauer, 2002
- Cyrtodactylus soba Batuwita & Bahir, 2005
- Cyrtodactylus sommerladi Luu et al., 2016[22]
- Cyrtodactylus soni Le et al., 2016[96]
- Cyrtodactylus sonlaensis Nguyen et al., 2017[97]
- Cyrtodactylus soudthichaki Luu et al., 2015[98]
- Cyrtodactylus speciosus (Beddome, 1870)
- Cyrtodactylus spelaeus Nazarov et al., 2014
- Cyrtodactylus spinosus Linkem et al., 2008
- Cyrtodactylus srilekhae Agarwal, 2016[90]
- Cyrtodactylus stellatus Termprayoon et al., 2021[99]
- Cyrtodactylus stresemanni Rösler & Glaw, 2008
- Cyrtodactylus sumuroi Welton et al., 2010
- Cyrtodactylus sungaiupe Termprayoon et al., 2023[100]
- Cyrtodactylus surin Chan-Ard & Makchai, 2011
- Cyrtodactylus sworderi (Smith, 1925)
- Cyrtodactylus tahuna Riyanto et al., 2018[101]
- Cyrtodactylus takouensis Ngo & Bauer, 2008
- Cyrtodactylus tamaiensis (Smith, 1940)
- Cyrtodactylus tambora Riyanto et al., 2017[102]
- Cyrtodactylus tanahjampea Riyanto et al., 2018[103]
- Cyrtodactylus tanim Nielsen & Oliver, 2017[104]
- Cyrtodactylus taungwineensis Grismer et al., 2020[30]
- Cyrtodactylus tautbatorum Welton et al., 2009
- Cyrtodactylus taybacensis Pham et al., 2019[105]
- Cyrtodactylus tayhoaensis Do et al., 2023[106]
- Cyrtodactylus taynguyenensis Nguyen et al., 2013
- Cyrtodactylus tebuensis Grismer et al., 2013
- Cyrtodactylus tehetehe Wiradarma et al., 2024[107]
- Cyrtodactylus teyniei David et al., 2011
- Cyrtodactylus thalang Grismer et al., 2024[108]
- Cyrtodactylus thathomensis Nazarov et al., 2018[109]
- Cyrtodactylus thirakhupti Pauwels et al., 2004
- Cyrtodactylus thochuensis Ngo Van Tri & Grismer, 2012
- Cyrtodactylus thongphaphumensis Grismer et al., 2023[110]
- Cyrtodactylus thuongae Phung et al., 2014
- Cyrtodactylus thylacodactylus Murdoch et al., 2019[10]
- Cyrtodactylus tibetanus (Boulenger, 1905)
- Cyrtodactylus tigroides Bauer et al., 2003
- Cyrtodactylus timur Grismer et al., 2014
- Cyrtodactylus tiomanensis Das & Lim, 2000
- Cyrtodactylus triedrus (Günther, 1864)
- Cyrtodactylus trilatofasciatus Grismer et al., 2012
- Cyrtodactylus tripartitus Kraus, 2008
- Cyrtodactylus tripuraensis Agarwal et al., 2018[18]
- Cyrtodactylus tuberculatus (Lucas & Frost, 1900)
- Cyrtodactylus urbanus Purkayastha et al., 2020[111]
- Cyrtodactylus uthaiensis Grismer et al., 2022[38]
- Cyrtodactylus vairengtensis Lalremsanga et al., 2023[112]
- Cyrtodactylus varadgirii Agarwal et al., 2016[113]
- Cyrtodactylus variegatus (Blyth, 1859)
- Cyrtodactylus vedda Amarasinghe et al., 2022[114]
- Cyrtodactylus vilaphongi Schneider et al., 2014
- Cyrtodactylus wakeorum Bauer, 2003
- Cyrtodactylus wallacei Hayden et al., 2008
- Cyrtodactylus wangkhramensis Termprayoon et al., 2023[100]
- Cyrtodactylus wangkulangkulae Sumontha et al., 2014
- Cyrtodactylus wayakonei Nguyen et al., 2010
- Cyrtodactylus welpyanensis Grismer et al., 2017[29]
- Cyrtodactylus wetariensis (Dunn, 1927)
- Cyrtodactylus wiboonatthapoli Sumontha et al., 2024[69]
- Cyrtodactylus yakhuna (Deraniyagala, 1945)
- Cyrtodactylus yangbayensis Ngo Van Tri & Onn, 2010
- Cyrtodactylus yathepyanensis Grismer et al., 2017[29]
- Cyrtodactylus yoshii Hikida, 1990
- Cyrtodactylus ywanganensis Grismer et al., 2018[115]
- Cyrtodactylus zebraicus (Taylor, 1962)
- Cyrtodactylus zhaoermii Shi & Zhao, 2010
- Cyrtodactylus zhenkangensis Liu & Rao, 2021[116]
- Cyrtodactylus ziegleri Nazarov et al., 2008
- Cyrtodactylus zugi Oliver et al., 2008

## Publication originale
- Gray, 1827 : A Synopsis of the Genera of Saurian Reptiles, in which some new Genera are indicated, and the others reviewed by actual Examination. The Philosophical Magazine, or Annals of Chemistry, Mathematics, Astronomy, Natural History, and General Science, vol. 2, no 7, p. 54-58 (texte intégral).